# 巨泉のジャズABC
『巨泉のジャズABC』（きょせんのジャズエービーシー）は、TBSラジオで1997年10月5日から2000年3月27日まで、放送されたラジオ番組。

## 概要
ジャズ評論家出身の大橋巨泉が原点に立ち返り、豊富な蘊蓄を利して久方振りにMCを担当した、テレビも含め巨泉にとって最後のレギュラー番組であった。担当プロデューサーは若山弦蔵の息子。
基本的に毎週ABCのアルファベット順に一字一字追って、そのアルファベットを頭文字とするナンバーを紹介し、同曲異種の名演珍演を紹介するというものであったが、Zに到達する前に番組は終了を余儀なくされた。
タイトルコールは「巨泉のジャズABC」の後、「D,E,F,G,…」とフェードアウトして行った。
月曜夜に移ってからは、後続の時報とステブレレスで接続していた。
1999年10月以降は一部地方局へもネットされた。

## 放送時間
※いずれもTBSでの時間
- 1997年10月 - 1998年3月　日曜21:00～21:30
- 1998年4月 - 1998年9月　日曜23:00～23:30
- 1998年10月 - 2000年3月　月曜21:30～22:00